# Bayerische Bibliographie
Die Bayerische Bibliographie dokumentiert als Landesbibliographie möglichst vollständig alle Publikationen, die einen sachlichen Bezug zu Bayern aufweisen. Nachgewiesen werden innerhalb und außerhalb des Buchhandels erscheinende deutsch- und fremdsprachige Monographien sowie in großem Umfang Aufsätze aus Zeitschriften, Jahrbüchern, Sammelwerken und den Heimatbeilagen der bayerischen Tageszeitungen. Dazu kommen in Auswahl elektronische Medien (E-Books, Amtsblätter, Webarchive).

## Geschichte
Die Anfänge der Bayerischen Bibliographie reichen zurück bis in das Jahr 1927, das Gründungsjahr der Kommission für bayerische Landesgeschichte bei der Bayerischen Akademie der Wissenschaften. Bis zum Berichtsjahr 1958 erschien die Bibliographie mit historischem Schwerpunkt in der 1928 gegründeten Zeitschrift für bayerische Landesgeschichte, ab dem Berichtsjahr 1959 als gemeinsame Veröffentlichung der Kommission und der Generaldirektion der Bayerischen Staatlichen Bibliotheken als Beiheft der Zeitschrift. Sie verzeichnete nun das Bayern betreffende Schrifttum aus allen Fachgebieten. Mit dem Berichtsjahr 1971 übernahm die Generaldirektion der Bayerischen Staatlichen Bibliotheken (ab 1999 die Bayerische Staatsbibliothek) allein verantwortlich die Bearbeitung und Herausgabe. Die Bibliographie erschien gedruckt bis Berichtsjahr 1987.

## Beteiligungen
Seit dem Berichtsjahr 1988 wird die Bayerische Bibliographie online kooperativ in der Verbunddatenbank des Bibliotheksverbunds Bayern erstellt. Neben der Bayerischen Staatsbibliothek beteiligen sich mehrere staatliche (Staatliche Bibliothek Ansbach, Staats- und Stadtbibliothek Augsburg, Staatsbibliothek Bamberg, Landesbibliothek Coburg, Studienbibliothek Dillingen, Staatliche Bibliothek Neuburg an der Donau, Staatliche Bibliothek Passau, Staatliche Bibliothek Regensburg) und die Universitätsbibliotheken Erlangen-Nürnberg, Regensburg und Würzburg für ihre jeweilige Region an der Bearbeitung.

## Inhalt
Die Titel werden formal nach dem Regelwerk Resource Description and Access (RDA) erfasst und durch eine eigene Systematik sowie durch Schlagwörter aus der Gemeinsamen Normdatei GND sachlich erschlossen. Sie stehen in einer tagesaktuellen Datenbank für die Recherche zur Verfügung. Derzeit sind ca. 835.000 Titel nachgewiesen [Stand: Januar 2022]. Der jährliche Zuwachs beträgt ca. 23.000 Titel. Im Rahmen regionaler Projekte sind auch Monographien und Aufsätze vor 1988 verzeichnet. Zusätzlich wurden im Dezember 2013 rückwirkend ca. 190.000 Monographien und Zeitschriftentitel (nicht aber die darin enthaltenen Aufsätze) aus den Bavarica-Beständen der Bayerischen Staatsbibliothek sowie den Franconica-Beständen der Universitätsbibliotheken Würzburg und Erlangen aus der Zeit vor 1988 bis zurück in die Frühe Neuzeit integriert.

## Online-Angebot
Die von 1927 bis Berichtsjahr 1987 erschienenen Druckbände der Bayerischen Bibliographie und ihrer Vorläufer stehen digitalisiert zur Verfügung.
Die Bayerische Bibliographie ist Teil der Virtuellen Deutschen Landesbibliographie.